# Megumi Kamionobeová
Megumi Kamionobeová (japonsky 上尾野辺 めぐみ, * 15. března 1986 Jokohama) je japonská fotbalistka.

## Reprezentační kariéra
Za japonskou reprezentaci v letech 2009 až 2016 odehrála 34 reprezentačních utkání. Byla členkou japonské reprezentace i na Mistrovství světa ve fotbale žen 2011 a 2015.

## Statistiky
| Japonsko | Japonsko | Japonsko |
| Roky     | Záp.     | Góly     |
| -------- | -------- | -------- |
| 2009     | 1        | 0        |
| 2010     | 10       | 1        |
| 2011     | 6        | 1        |
| 2012     | 1        | 0        |
| 2013     | 5        | 0        |
| 2014     | 4        | 0        |
| 2015     | 5        | 0        |
| 2016     | 2        | 0        |
| Celkem   | 34       | 2        |

## Úspěchy

### Reprezentační
- Mistrovství světa:  2011;  2015
- Mistrovství Asie:  2014;  2010